# Boris Gryzlov
Boris Viacheslavovich Gryzlov (em russo:   Бори́с Вячесла́вович Грызло́в , bɐˈrʲis vjəʨɪsˈlavəvʲɪʨ grɨˈzlov/) (Vladivostok, 15 de dezembro de 1950), é um político russo e presidente da Duma Estatal de 2003 a 2011, sucedendo a Guennadi Selezniov. Boris Gryzlov é aliado próximo do presidente russo Vladimir Putin. Foi presidente do Rússia Unida, o partido do presidente Vladimir Putin, de 23 de novembro de 2004 a 7 de maio de 2008.

## Biografia
Gryzlov nasceu em Vladivostok e cresceu na cidade onde Vladimir Putin nasceu, Leninegrado (atual São Petersburgo). Fez a sua graduação no Instituto de Comunicações Elétricas de Leninegrado em 1973 e trabalho como engenheiro em rádio. Em dezembro de 1999, Boris Gryzlov tornou-se figura pública ao ser eleito para a Duma Russa como membro do partido de Sergei Shoigu, Unidade. Em janeiro de 2000 chegou a ser líder suplente da fração da "Unidade" na Duma. Gryzlov tornou-se ministro do Interior do governo de Mikhail Kassianov em março de 2001. Como ministro prometeu lutar prioritariamente contra a corrupção e o terrorismo. Foi encarregado de restaurar a ordem na Chechénia.
Em 14 de dezembro de 2011, anunciou que renunciada a um terceiro mandato de presidente da Duma após as eleições legislativas. Serguei Naryshkin sucedeu-lhe no cargo.
Encontra-se desde 26 de julho de 2014 com uma interdição de visto de acesso à União Europeia no quadro das sanções à Rússia por causa da Crise Ucraniana.